# Galopa misionera

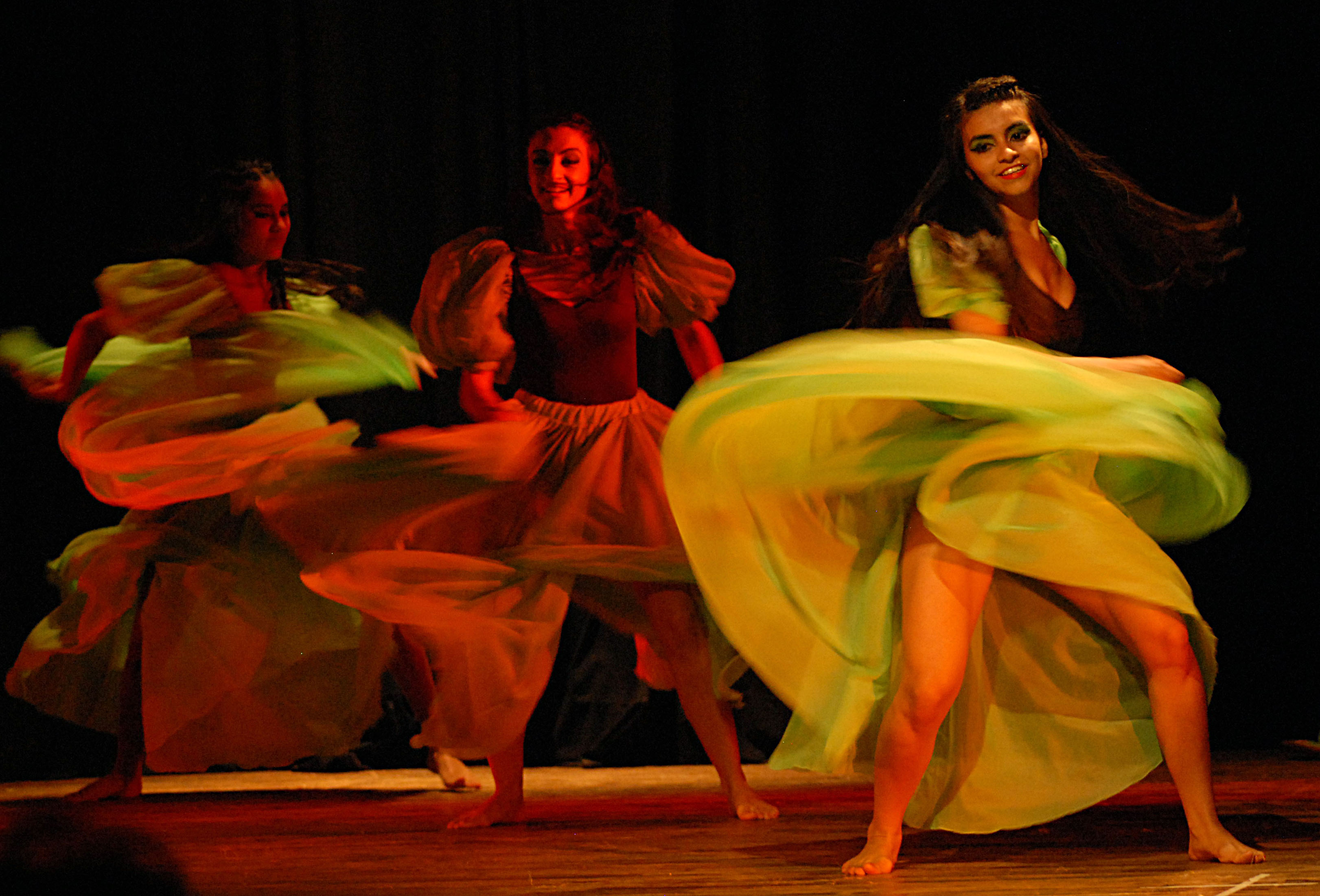
Galopa misionera bailada por artistas del Ballet Guaynamérica Danza de Marisil Ceccarini y Berenice Oliveira.

La Galopa misionera,  es un género musical y una danza extinta, característica de la provincia de Misiones y su zona de influencia fronteriza, en Argentina, Paraguay y Brasil (donde la llaman galopera).
La Galopa misionera es la mejor representante de los ritmos de la provincia de Misiones, siendo su «auténtica expresión musical».

## Historia
Se trata de un estilo que proviene del galop, una expresión llegada desde Francia. En Paraguay también había un estilo de galopa. En Misiones, el género tuvo un toque propio de guitarristas como Lucas Braulio Areco.
La movilización de la galopa misionera fue iniciada por los hermanos José Vicente y Ramón Ayala Cidade, siendo acompañada por Lucas Braulio Areco, conocido como «El Patriarca de las Galopas», ya que dio publicidad y puso en conocimiento a la población con su obra Misionerita, que es el himno oficial de la provincia.
En 1956 surgió «El Mensú» de Ramón Ayala con ritmo de galopa.

## Características
La Galopa Misionera es de movimiento Allegro, siendo su velocidad de ejecución, en un péndulo de metrónomo, de 120 por 60 segundos. Se escribe en un compás compuesto de 6/8, característica que comparte con las demás músicas de los guaraníes.

## Exponentes

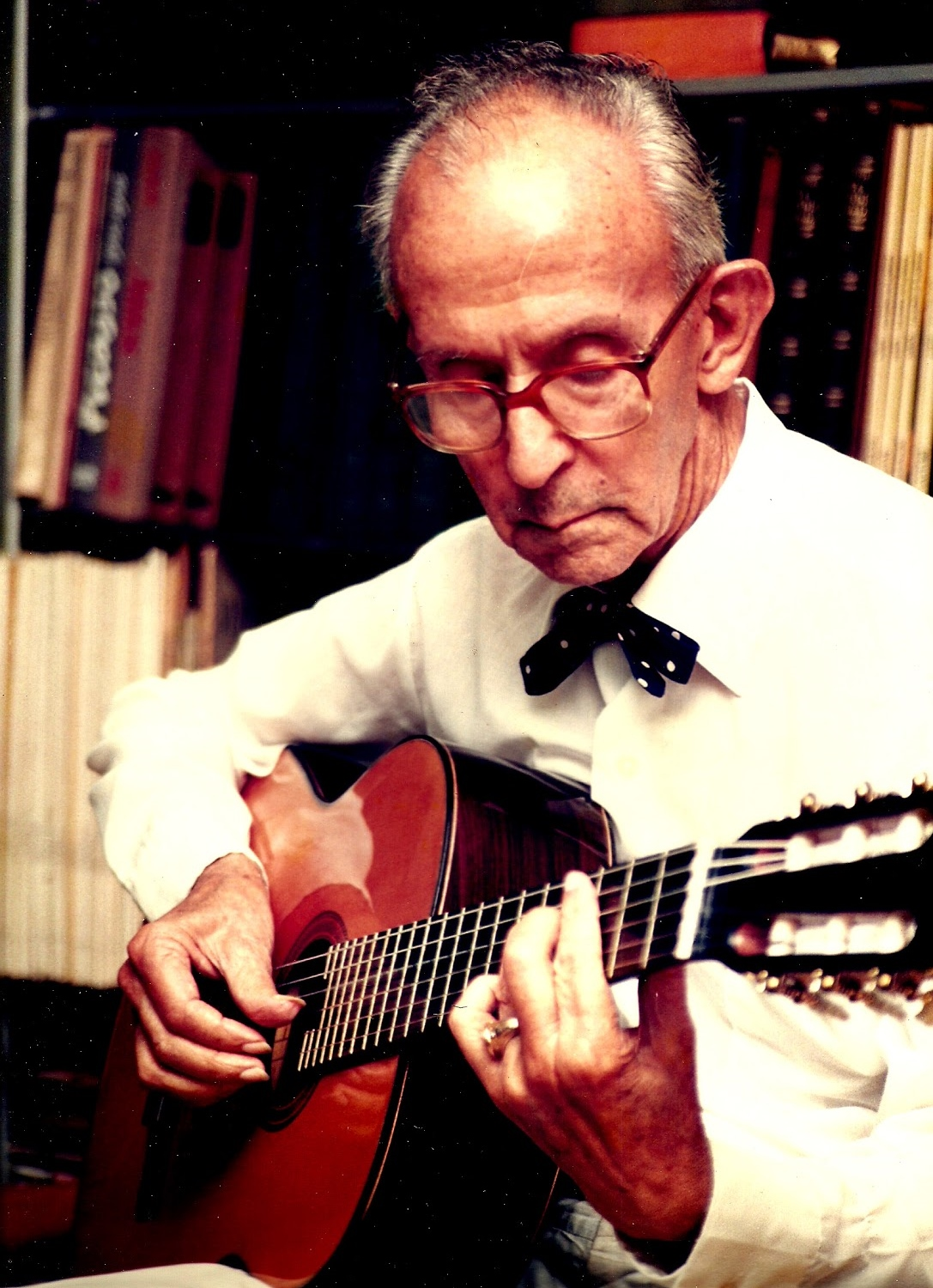
Lucas Braulio Areco
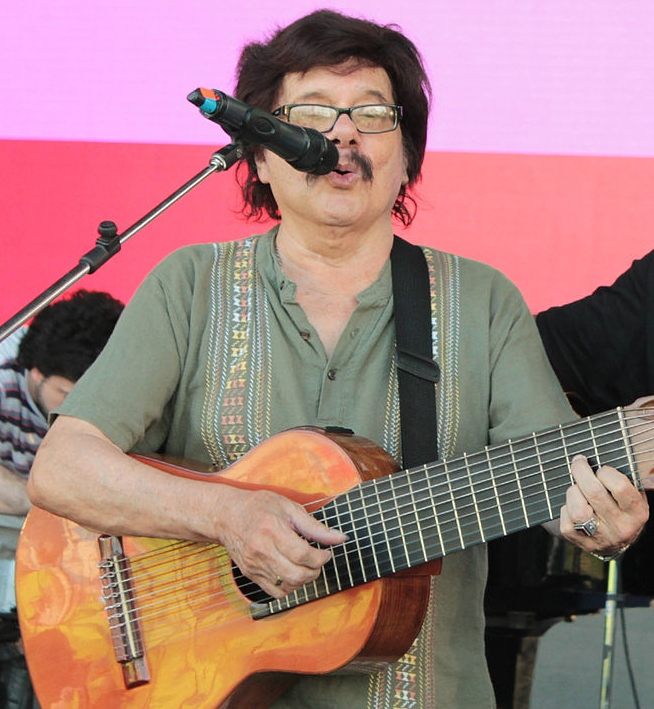
Ramón Ayala
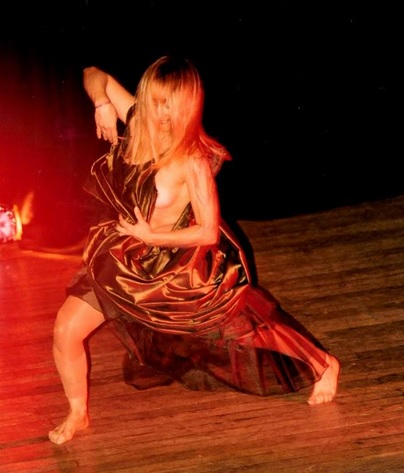
Marisil Ceccarini
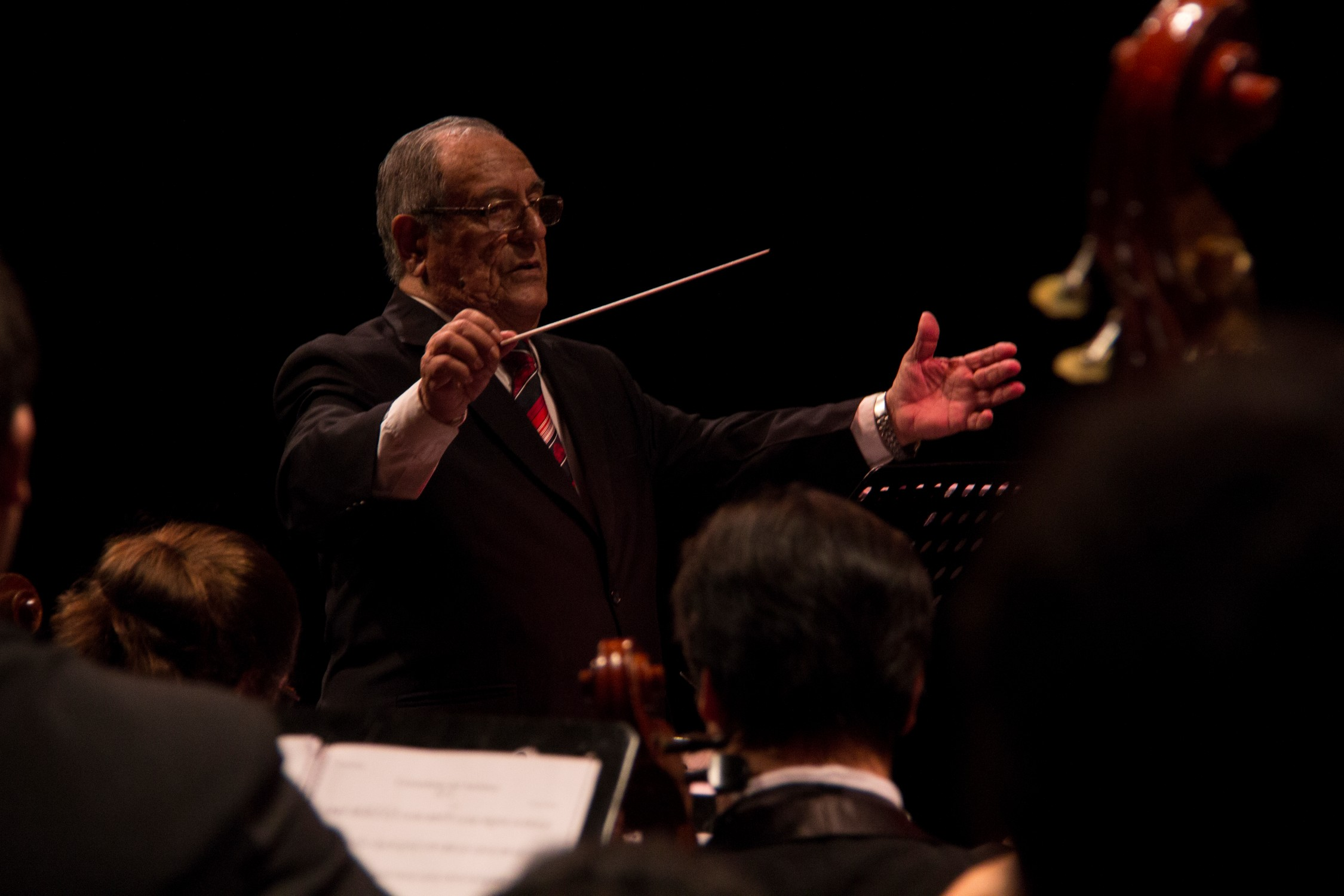
Ricardo Ojeda
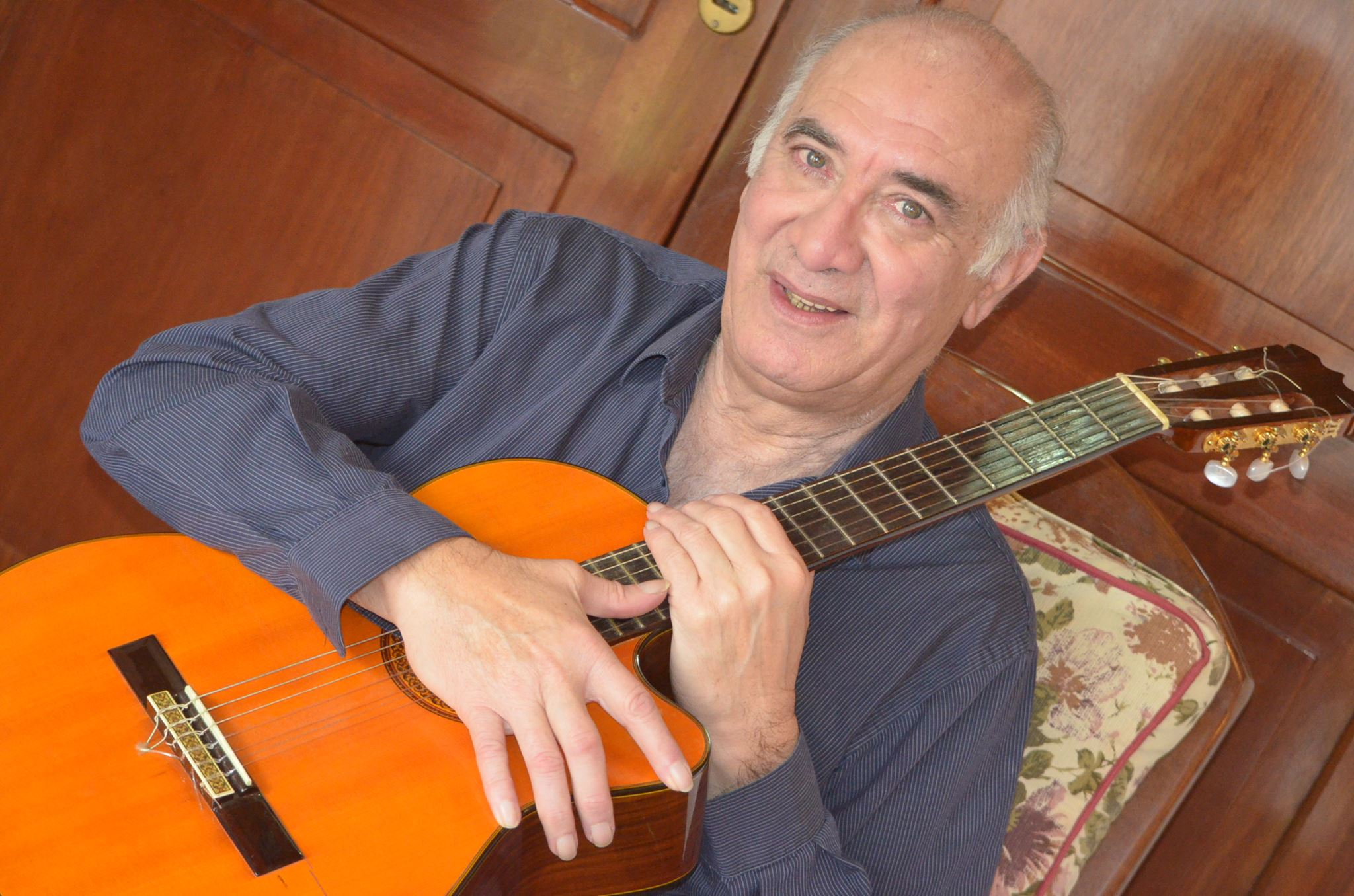
Roberto Benítez
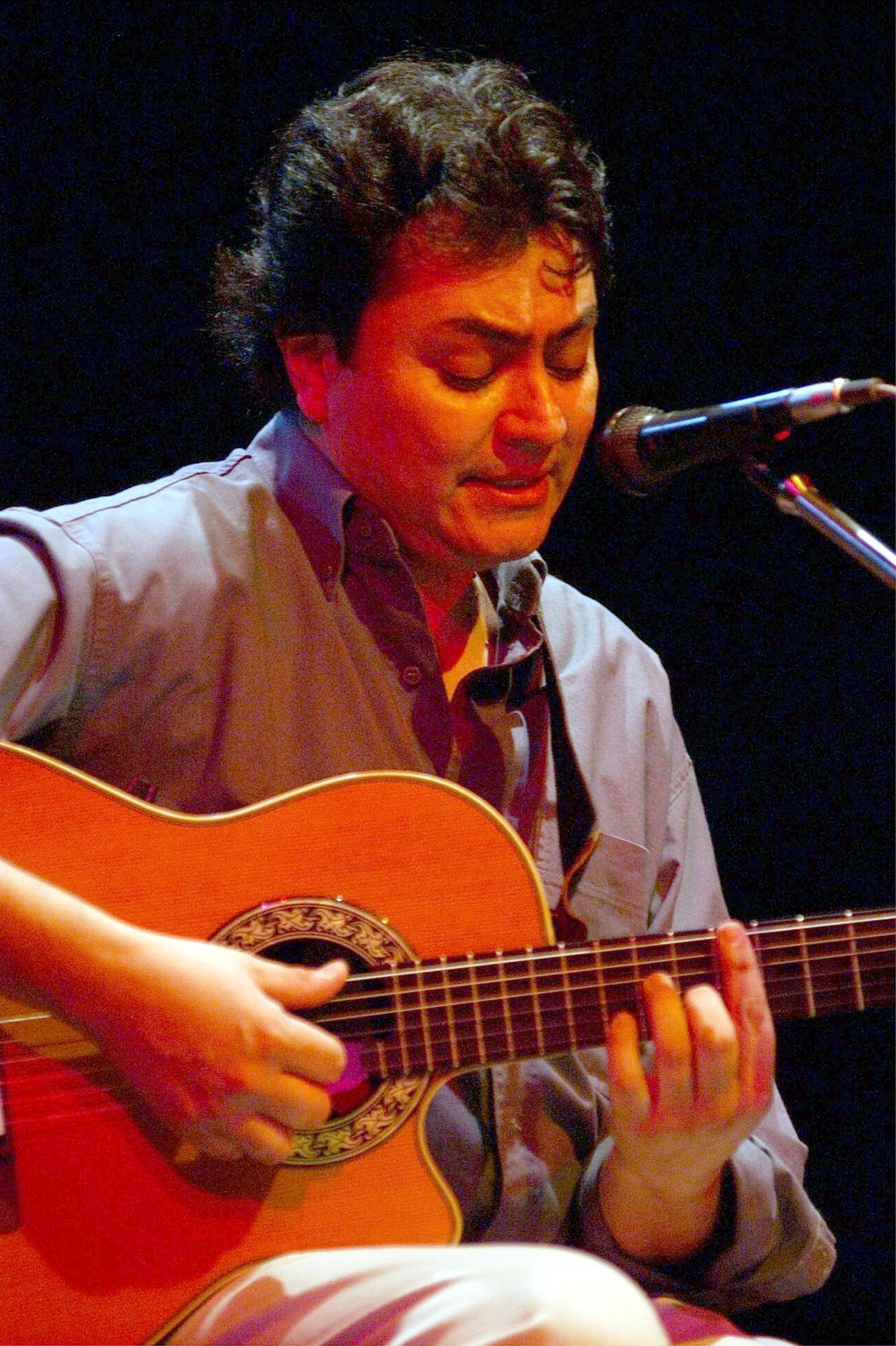
Claudio Bustos

## Baile

### Coreografía

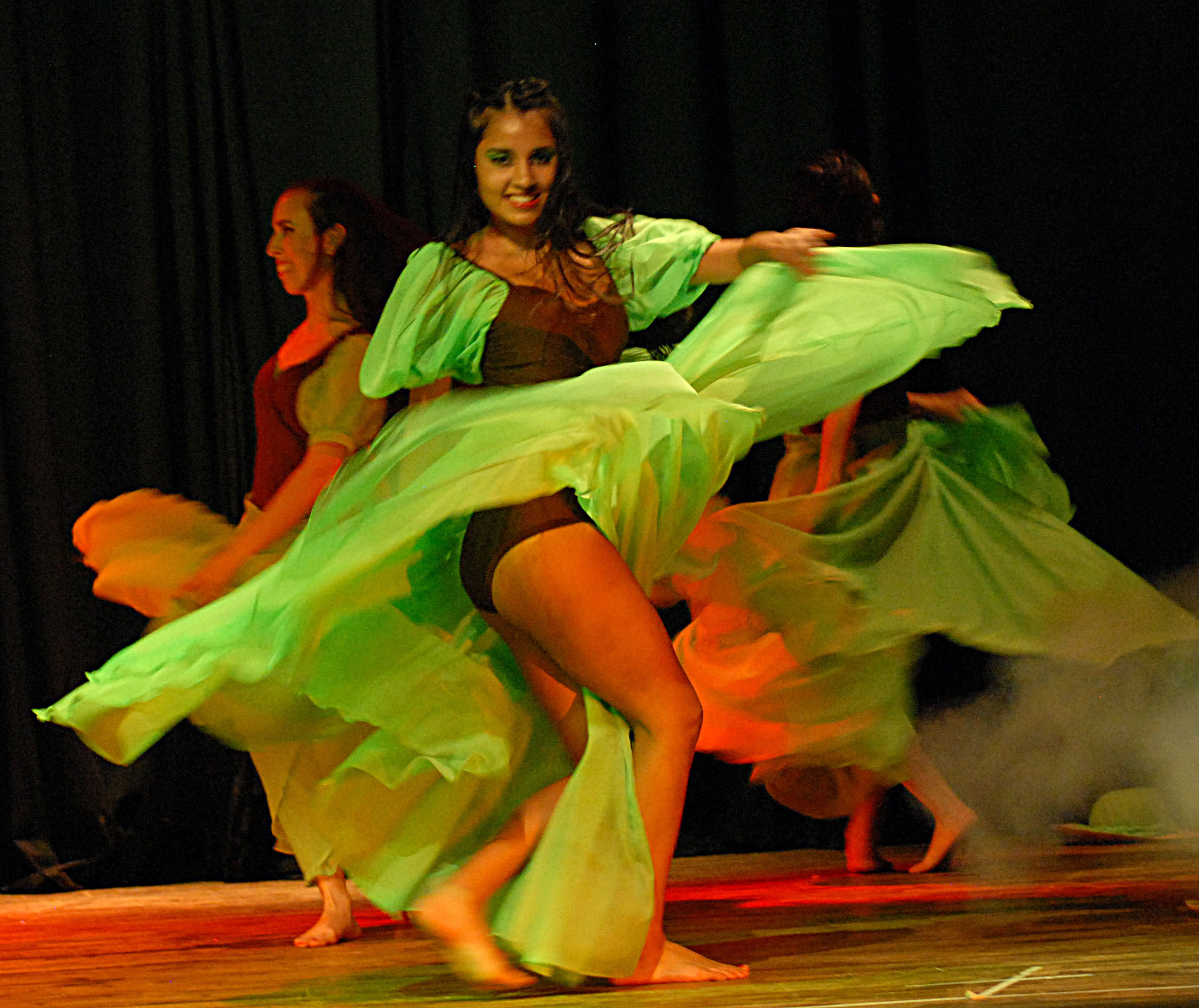
Mujeres bailando galopa misionera en Posadas.

La coreografía es libre, posibilitando la creación de coreografías según gustos y creatividad. Por lo general, se caracteriza por amplios giros. Se puede bailar en pareja. Mayormente son mujeres que realizan coreografías con sensualidad.

## Repercusión
«Misionerita» (galopa misionera) ha adquirido notable repercusión en los años 1960, siendo grabada por: Ariel Ramírez, Ramona Galarza, Ginette Acevedo (en Chile), Raúl Barboza, Waldo Belloso, Jovita Díaz y Jorge Cardoso, el maestro franco-español J. Francisco Ortiz, el holandés Alex Winia y el costarricense Roberto Ortiz Monestal.[cita requerida]